# ウスカワマイマイ
ウスカワマイマイ（薄皮蝸牛）、学名 Acusta sieboldtiana (Pfeiffer, 1850) は、有肺目ナンバンマイマイ科に分類されるカタツムリの一種。和名通り薄い半透明の殻をもつカタツムリで、日本の北海道南部から九州まで分布する。カタツムリとしては人家近くの明るい環境を好む種類で、農作物を食い荒らす害貝となり易い。近年までオキナワウスカワマイマイ Acusta despecta (Sowerby, 1839) の亜種として扱われることが多かったが、DNA解析により両分類群は系統的に離れていることが示された。

## 形態
成貝は殻高20mm・殻径25mmほど。殻は半透明の褐色で和名通り薄い。螺層は小さいが体層が大きく発達し膨らむ。殻口は大きく開き、その縁は薄い。一般にカタツムリは成貝になると殻の縁が肥厚し、外側に反り返って独特の形となるが、このカタツムリではそれが起こらず、老成しても薄いままである。臍孔は小さく目立たない。これらはウスカワマイマイ属 Acusta に共通する特徴で、ナンバンマイマイ科他種との区別は比較的容易である。
軟体はほぼ一様なクリーム色だが、外套膜（殻の内側）に不規則な黒斑が現れる場合があり、殻を透かしてこれらの黒斑が見える。触角と眼は灰色をしている。

## 生態
日本の北海道南部から九州まで分布し、日本産カタツムリではオナジマイマイに匹敵する広い分布域をもつ。日本国内で「カタツムリ」といえば、本種かオナジマイマイが最も目に触れ易いという地域が多い。学名の種小名"sieboldtiana"は江戸後期に長崎に赴任し生物等の研究を行ったドイツ人医師シーボルトに対する献名である。
人家近くの庭園や農耕地に多く見られるが、南日本では海岸のハマユウの根元に群れていることもある。カタツムリとしては明るく開けた環境を好む種類で、逆に山林では見つからない。昼間は作物の根元や石垣の隙間など物陰に潜んでいるが、夜に這い出して活動する。おもに植物を摂食し、畑の農作物や花卉などに被害を与える。また作物の苗や球根などに付着して流通経路に乗り、他地域に分布を広げることもある。春と秋に繁殖する。

## 天敵
クロバエ科コクロバエ属のイトウコクロバエ Melinda itoi Kano とイオコクロバエ M. io (Kurahashi) の2種のハエが、ウスカワマイマイを宿主として捕食寄生を営むことが知られる。

## 近縁種
ウスカワマイマイ属 Acusta は東洋に広く分布する。日本産は以下の近縁種がいる。
- ウスカワマイマイ A. sieboldtiana (Pfeiffer,1850) - 九州から北海道南部まで
- オキナワウスカワマイマイ Acusta despecta (Sowerby,1839) - 基亜種。沖縄本島・石垣島・西表島
  - キカイウスカワマイマイ A. d. kikaiensis (Pilsbry,1902) - 徳之島
  - オオスミウスカワマイマイ A. d. praetenuis (Pilsbry et Hirase,1904) - 佐多岬・甑島列島・大隅諸島・トカラ列島
  - イキウスカワマイマイ A. d. ikiensis (Pilsbry et Hirase,1904) - 壱岐島
- A. redfieldi (L. Pfeiffer, 1852) - 本州